# Östra Kärrstorps distrikt
Östra Kärrstorps distrikt är ett distrikt i Sjöbo kommun och Skåne län. 
Distriktet ligger norr om Sjöbo.

## Tidigare administrativ tillhörighet
Distriktet inrättades 2016 och utgörs av socknen Östra Kärrstorp i Sjöbo kommun.
Området motsvarar den omfattning Östra Kärrstorps församling hade 1999/2000.